# Municipio de Cass (condado de Boone)
El municipio de Cass (en inglés: Cass Township) es un municipio ubicado en el condado de Boone en el estado estadounidense de Iowa. En el año 2010 tenía una población de 737 habitantes y una densidad poblacional de 15,56 personas por km².

## Geografía
El municipio de Cass se encuentra ubicado en las coordenadas 41°54′10″N 93°53′32″O / 41.90278, -93.89222. Según la Oficina del Censo de los Estados Unidos, el municipio tiene una superficie total de 47.36 km², de la cual 46,55 km² corresponden a tierra firme y (1,69 %) 0,8 km² es agua.

## Demografía
Según el censo de 2010, había 737 personas residiendo en el municipio de Cass. La densidad de población era de 15,56 hab./km². De los 737 habitantes, el municipio de Cass estaba compuesto por el 88,06 % blancos, el 9,09 % eran afroamericanos, el 0,54 % eran amerindios, el 0,27 % eran asiáticos, el 0,68 % eran de otras razas y el 1,36 % eran de una mezcla de razas. Del total de la población el 6,24 % eran hispanos o latinos de cualquier raza.